# 丰庄新村
丰庄新村是位於中華人民共和國上海市嘉定區真新街道的一個住宅區，西至上海外環線，東至祁連山南路，南至金沙江路，北至滬寧高速公路，面積180公頃，建築面積179萬平方米。歷史可以追溯至1992年，名稱來自於豐莊村委會。境內有上海市豐莊中學和綠地小學。